# Man on the Silver Mountain
"Man on the Silver Mountain" é o primeiro single do Rainbow e a primeira faixa do seu álbum de estreia, Ritchie Blackmore's Rainbow. Escrita pelo cantor Ronnie James Dio e pelo guitarrista Ritchie Blackmore, a canção é, como Dio disse, "uma semi-religiosa, um homem na montanha prateada é um tipo de figura de Deus a qual todo mundo está clamando". Esta faixa veio a ser um dos maiores hits do Rainbow e também um das faixas favoritas deles ao vivo. Quando Dio faleceu e foi cremado em Los Angeles, as palavras gravadas em sua sepultura foram "The man on the silver mountain Ronnie James Dio".